# Transsion
La Transsion Holdings (cinese:传音控股; pinyin: Chuányīn Kònggǔ) è una multinazionale cinese con sede a Shenzhen, specializzata in elettronica di consumo.
Commercializza prevalentemente telefoni cellulari attraverso i marchi Itel, Tecno, Infinix. È stato il più grande produttore di smartphone in termini di vendite in Africa nel 2017 e vende telefoni cellulari principalmente in Medio Oriente, Asia sud-orientale, Asia meridionale e America Latina. Possiede stabilimenti e fabbriche di telefoni in Cina, Indonesia, Pakistan, Etiopia, Bangladesh e in India.
Tra il 2021 e il 2023 è risultato essere il quinto produttore mondiale di telefoni.